# Léderer Miksa
Léderer Miksa (Szepesváralja, 1869. november 14. – Budapest, 1932. március 9.) ügyvéd, Lőcse és Szepes vármegye főügyésze. Léderer Lajos újságíró apja, Gábor Ignác bátyja. 

## Élete
Léderer Gábor magánzó és Klein Lotti fia. A Budapesti Tudományegyetemen jogi végzettséget szerzett. Lőcsén ügyvédi irodát nyitott, majd rövidesen a város főügyésze és Szepes vármegye tiszteletbeli főügyésze lett. 
Hosszabb ideig a lőcsei izraelita hitközség és a Chevra Kadisa elnöke volt. Sokáig állt a lőcsei Függetlenségi Párt élén. Megalapította a Szepesi Ellenőrt és a Szepesi Ellenzéket, melyek az ő szerkesztése alatt Szepesi Hírlappá olvadtak össze. 
1919-ben áttelepült Budapestre. Számos cikke jelent meg jogtudományi lapokban. Tagja volt a Szepesmegyei Történelmi Társulatnak.

### Családja
Házastársa Kohn Berta (1876–1945) volt, Kohn Dávid kereskedő és Klein Janka lánya, akit 1897. augusztus 17-én Lőcsén vett nőül.
- Léderer Ernő (1898–1898).
- Léderer Aladár (1900–1960)[7] ügyvéd.
- Léderer Zoltán (1903–1942) ügyvéd. Munkaszolgálatban hunyt el.
- Léderer Lajos (1904–1986) újságíró.

## Művei
- A lőcsei polgári osztályfa privilégiuma
- A fórumról (jogi, politikai és alkalmi beszédek gyűjteménye)